# ناحیه کامو، شیزوئوکا

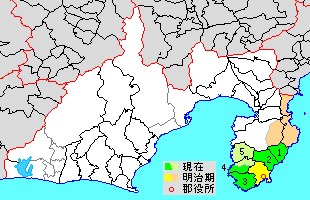
نقشه ناحیه کامو در استان شیزوکا

ناحیه کامو، شیزوئوکا ((به ژاپنی: 賀茂郡, Kamo-gun)) یکی از شهرستان های ژاپن است که در استان شیزوئوکا در ژاپن قرار دارد.